# マルキーズドセヴィニエ
マルキーズドセヴィニエ（Mqse De Sevigne）は、アイルランド生産・フランス調教の競走馬である。主な勝ち鞍は2023年のロートシルト賞、ジャンロマネ賞。2024年のイスパーン賞、ロートシルト賞、ジャンロマネ賞。

## 概要

### 2歳（2021年）
9月2日のパリロンシャン競馬場の未勝利戦にオーギュスタン・マダムトを背にデビューして3着。続く29日のシャンティイ競馬場の未勝利戦でミカエル・バルザローナを背に初勝利を挙げた。

### 3歳（2022年）
4月10日のヴァントー賞(G3)でヒューゴ・ベニエを背に出走。3・4番手の追走から、直線では手応えよく追い比べから抜け出して1馬身半差の快勝でグループ競走初制覇を飾った。
その後は5月10日のプール・デッセ・デ・プーリッシュ(G1)ではバルザローナを背に3番人気で出走するもマングスティーヌの9着と大敗した。
8月2日のプシシェ賞(G3)では鞍上にマキシム・ギュイヨンを迎えて2番人気で出走して、3・4番手から追撃するもトレヴォ―ナンスに短クビ差振り切られて2着。続く20日のノネット賞(G3)でもトレヴォーナンスを追撃するも逃げ切られてしまい2馬身差の2着で連敗とした。
その後は10月2日のオペラ賞(G1)に6番人気で出走してプラスデュキャルゼルの7着に敗れた。

### 4歳（2023年）
4月30日のアレフランス賞(G3)にはバウルジャン・ムルザバエフを背に出走して2着。続く5月28日のコリーダ賞(G2)では後方から追い上げるも逃げたアバブザカーブに逃げ切られてしまい2馬身差の2着に敗れた。その後は7月10日のペピニエール賞(L)に出走して2着となった。
7月30日のロートシルト賞(G1)では鞍上にアレクシス・プーシャンを迎えて単勝オッズ9.6倍の5番人気で出走。一段となった馬群の中で窮屈な競馬を強いられるも、鞍上のプーシャンは慌てずに先行勢が崩れるのも待って進路を確保する。残り400ｍのところで追い出すと、埒沿いから上がってきたライフインモーションとの接戦を短クビ差で制してG1初制覇を果たした。
8月20日のジャンロマネ賞(G1)には単勝オッズ4.7倍の3番人気で出走。最後方まで位置取りを下げての競馬となり、1番人気馬ヴィアシスティーナの真後ろから見る形で追走。直線に入ると末脚を発揮して先頭に立ったヴィアシスティーナを更に外から猛追して、最後はゴール寸前のところでハナ差で接戦を制してG1連勝とした。
その後は10月7日のサンチャリオットステークス(G1)に2番人気で出走。1番人気のインスパイラルと並んでいたが、中間点を過ぎたところから突き放されてしまい3馬身3/4差の2着に敗れた。

### 5歳（2024年）
4月14日のジャックラフィット賞(L)から始動して勝利を挙げる。
5月26日のイスパーン賞(G1)では単勝オッズ2.7倍の1番人気で出走。3番手を追走するブルーローズセンの背後の5番手で追走。直線に入ってからは馬場の中央寄りに進路を取ると追い出しを開始。外から馬体を併せてきたオリゾンドレとの叩き合いとなるも、これを短アタマ差で競り勝って勝利。牡馬を一蹴して3度目のG1制覇を果たした。
7月28日のロートシルト賞(G1)では単勝オッズ1.8倍の1番人気で出走。道中は中段に構えての追走から馬場の中央寄りより持ち出されると、残り400mあたりから楽な手応えて位置取りを上げていく。プーシャンが仕掛けると瞬く間に先頭に立ち、埒沿いのエクセレントトゥルースが食い下がるも1馬身差で退けて連勝。4度目のG1制覇を連覇で飾った。8月18日のジャンロマネ賞では道中最後方で脚を溜め、直線で外から鋭く脚を伸ばすと最後はアメリカンソーニャとの競り合いを頭差制し連覇を達成、G1競走5勝目を挙げる。引退レースとなった10月6日の凱旋門賞は道中での不利が響いて14着と大敗した。引退後は生まれ故郷のモートリー牧場で繁殖入りする。

## 血統表
| マルキーズドセヴィニエの血統 | マルキーズドセヴィニエの血統 | マルキーズドセヴィニエの血統 | （血統表の出典）          | （血統表の出典）   |
| 父系                         | ヌレイエフ系                 | ヌレイエフ系                 | ヌレイエフ系              | [ § 2 ]            |
| 父 Siyouni 鹿毛 2007         | 父の父Pivotal 栗毛 1993      | Polar Falcon                 | Nureyev                   | Nureyev            |
| 父 Siyouni 鹿毛 2007         | 父の父Pivotal 栗毛 1993      | Polar Falcon                 | Marie d'Argonne           |                    |
| 父 Siyouni 鹿毛 2007         | 父の父Pivotal 栗毛 1993      | Fearless Revival             | Cozzene                   | Cozzene            |
| 父 Siyouni 鹿毛 2007         | 父の父Pivotal 栗毛 1993      | Fearless Revival             | Stufida                   |                    |
| 父 Siyouni 鹿毛 2007         | 父の母Sichilla 鹿毛 2002     | Danehill                     | Danzig                    | Danzig             |
| 父 Siyouni 鹿毛 2007         | 父の母Sichilla 鹿毛 2002     | Danehill                     | Razyana                   |                    |
| 父 Siyouni 鹿毛 2007         | 父の母Sichilla 鹿毛 2002     | Slipstream Quee              | Conquistador Cielo        | Conquistador Cielo |
| 父 Siyouni 鹿毛 2007         | 父の母Sichilla 鹿毛 2002     | Slipstream Quee              | Country Queen             |                    |
| 母 Penne 鹿毛 2003           | 母の父Sevres Rose 鹿毛 1993  | Caerleon                     | Nijinsky                  | Nijinsky           |
| 母 Penne 鹿毛 2003           | 母の父Sevres Rose 鹿毛 1993  | Caerleon                     | Foreseer                  |                    |
| 母 Penne 鹿毛 2003           | 母の父Sevres Rose 鹿毛 1993  | Indian Rose                  | General Holme             | General Holme      |
| 母 Penne 鹿毛 2003           | 母の父Sevres Rose 鹿毛 1993  | Indian Rose                  | Lady Berry                |                    |
| 母 Penne 鹿毛 2003           | 母の母Une Pensee 栗毛 1987   | Kenmare                      | Kalamoun                  | Kalamoun           |
| 母 Penne 鹿毛 2003           | 母の母Une Pensee 栗毛 1987   | Kenmare                      | Belle of Ireland          |                    |
| 母 Penne 鹿毛 2003           | 母の母Une Pensee 栗毛 1987   | Cleophis                     | Crepello                  | Crepello           |
| 母 Penne 鹿毛 2003           | 母の母Une Pensee 栗毛 1987   | Cleophis                     | Bellaca                   |                    |
| 母系(F-No.)                  | Stray Shot(FN:13-c)          | Stray Shot(FN:13-c)          | Stray Shot(FN:13-c)       | [ § 3 ]            |
| 5代内の近親交配              | Northern Dancer：S5×S5×M5    | Northern Dancer：S5×S5×M5    | Northern Dancer：S5×S5×M5 | [ § 4 ]            |
| 出典                         | 1. 2. 3. 4.                  | 1. 2. 3. 4.                  | 1. 2. 3. 4.               | 1. 2. 3. 4.        |

- 半兄に2012年のサンクルー大賞などG1・4勝を挙げたミアンドルがいる[2]。